# Синие обнажённые
«Синие обнажённые» (фр. Nus bleus) — серия цветных литографий Анри Матисса, сделанных из вырезок и изображающих обнажённые фигуры в разных позах. Ограниченный в своих возможностях из-за физического состояния после тяжёлой операции на кишечнике, Матисс создавал произведения искусства, вырезая и раскрашивая вручную листы бумаги, и руководил изготовлением литографий вплоть до своей смерти в 1954 году.
Для создания «Синей обнажённой IV», первой из четырёх в серии, Матиссу понадобилось извести одну тетрадь на наброски и потратить две недели на их вырезание и компоновку, прежде чем полученный результат удовлетворил его. В итоге, Матисс наконец пришёл к своей любимой позе для всех четырёх обнажённых — с переплетением ног и вытянутой за шею рукой. Эта поза обнажённой женщины схожа с позами ряда его сидящих обнажённых, сделанных в первые годы 1920-х годов, которые, в свою очередь, происходят от фигур отдыхающих на его картине «Радость жизни». Синяя обнажённая II, вторая работа из этой серии, была закончена в 1952 году.
Несмотря на плоскость бумаги, «Синие обнажённые» отражают влияние ранних скульптур Матисса в их осязаемом, рельефном качестве, особенно в ощущении объёма, который создаётся за счёт наложения обрезков бумаги друг на друга. Синюю обнажённую I, в частности, можно сравнить с такой скульптурой Матисса, как La Serpentine 1909 года.
Синий цвет символизировал для Матисса расстояние и объём. Разочаровавшись в своих попытках успешно сочетать доминирующие и контрастные тона, художник в начале своей карьеры решил использовать куски с одним сплошным цветом, технику, которая стала известна как фовизм. Источником вдохновения для раскрашенных гуашью вырезов, из которых состоят «Синие обнажённые», послужила коллекция африканской скульптуры Матисса, а также его посещение острова Таити в 1930 году. Ему потребовались ещё 20 лет и послеоперационный период потери трудоспособности, прежде чем он сумел синтезировать эти африканские и полинезийские впечатления в этой оригинальной серии.
После его смерти работы были напечатаны в специальном выпуске Verve за 1956 год под названием «Les Dernières Oeuvres de Matisse», хотя только те, которые были закончены до его смерти, имеют его подпись. Позже серия была показана в Музее современного искусства (MoMA) с октября 2014 года по февраль 2015 года в рамках выставки «Анри Матисс: вырезки».